# Glinda
Glinda é uma personagem fictícia criada por L. Frank Baum para suas histórias de Oz. Ela aparece pela primeira vez no clássico infantil de Baum de 1900 The Wonderful Wizard of Oz, e é a feiticeira mais poderosa da Terra de Oz, governante do País dos Quadlings ao sul da Cidade das Esmeraldas e protetora da Princesa Ozma.

## Inspiração
Baum passou muito tempo com sua sogra, a ativista Matilda Joslyn Gage, que o encorajou a escrever suas histórias de Oz. Os biógrafos de Baum traçaram correlações entre a "Bruxa Boa" de Baum e os escritos feministas de Gage.

## Literatura

### L. Frank Baum
O livro infantil de Baum de 1900, O Maravilhoso Mágico (Brasil) / Feiticeiro (Portugal) de Oz, refere-se a Glinda como a "Bruxa Boa do Sul"; ela não aparece no livro até o final de seu desenvolvimento. Depois que o Mágico voa para longe em seu balão, o Leão Covarde, o Espantalho, o Homem de Lata, Dorothy e Totó viajam para o sul, para a terra dos Quadlings, para pedir conselhos a Glinda. Glinda conta a Dorothy como ela pode voltar para casa no Kansas usando os Sapatos de Prata, e liberta os Macacos Alados dando a eles o Boné Dourado que os controla, depois de tê-los coordenado os três companheiros de Dorothy com segurança do País dos Quadling. No famoso filme de 1939, Glinda é uma personagem apresentada com a Bruxa do Norte. Livros posteriores a chamam de "Feiticeira" em vez de "bruxa", embora os escritos de Baum deixem claro que ele não via as bruxas como inerentemente más.
Nos livros, Glinda é retratada como uma bela jovem com longos e ricos cabelos ruivos raros e olhos azuis, usando um vestido branco puro. Ela é muito mais velha do que sua aparência sugere, mas "sabe como se manter jovem apesar dos muitos anos que viveu" - um fato que está estabelecido em O Maravilhoso Mágico de Oz, pelo Soldado de Barba Verde. Ela governa o País dos Quadling desde que derrubou a Bruxa Má do Sul, durante o período em que o avô de Ozma era rei de Oz.
Glinda desempenha o papel mais ativo na busca e restauração da Princesa Ozma, a legítima herdeira ao trono de Oz, cuja busca acontece no segundo livro, A Maravilhosa Terra de Oz, embora Glinda estivesse procurando por Ozma desde que a princesa desapareceu quando bebê. Pode muito bem ser que ela não tenha derrubado as Bruxas Malvadas do Leste e do Oeste, apesar de ser mais poderosa do que elas, queria que toda Oz fosse unificada sob sua governante legítima, Ozma, primeiro. Após a ascensão de Ozma ao trono, Glinda continua a ajudar a princesa a moldar o futuro da Terra de Oz como um todo, não mais limitando seus poderes a proteger seu Reino Quadling no Sul sozinha; fiel à sua personagem, Glinda não interfere em assuntos de Estado, a menos que Ozma busque seu conselho ou ajuda especificamente.
Além de seu vasto conhecimento de magia, Glinda emprega várias ferramentas, encantos e instrumentos em sua oficina. A Cidade das Esmeraldas de Oz revela que possui um Grande Livro de Registros que lhe permite rastrear tudo o que acontece no mundo desde o instante em que acontece. Começando com O Caminho para Oz, ela treina o antigo Mágico impostor em magia; ele se torna um praticante formidável, mas reconhece que ela é ainda mais poderosa.
Glinda vive em um palácio perto da fronteira norte do País dos Quadling, frequentada por cinquenta belas donzelas de cada país de Oz. Ela também emprega um grande exército de mulheres soldados, com as quais ela enfrenta o Exército da Revolta do General Jinjur, que conquistou a Cidade das Esmeraldas em A Maravilhosa Terra de Oz. Homens não são proeminentes na corte de Glinda.
Glinda é fortemente protetora de seus súditos no Sul. Ela cria comunidades muradas e fechadas para os coelhos de Bunnybury e as bonecas de papel da Srta. Cuttenclip, mostrando um interesse pessoal nas preocupações não apenas dos humanoides Quadlings, mas também dos outros habitantes de sua jurisdição.
Em A Cidade das Esmeraldas de Oz, quando Ozma vai questionar Glinda sobre a segurança de seus cidadãos Ozianos, a Feiticeira isola toda Oz do Grande Mundo Exterior, tornando Oz invisível aos olhos dos mortais voando sobre suas cabeças em aviões e coisas assim. No entanto, diferente de Ozma, Glinda está disposta a ignorar conflitos e opressões em cantos remotos de Oz como Jinxland e o território Skeezer, desde que não ameacem a Cidade das Esmeralda ou forasteiros inocentes. Os leitores ficam com a sensação de que Glinda é experiente e temperada a ponto de saber que não existe uma cura mágica para tudo, e que certas coisas não podem ser mudadas ou talvez não devam ser mudadas para melhor ou para pior.
Um dos fatos mais obscuros sobre Glinda é que ela criou a Fonte Proibida com as Águas do Esquecimento, no centro de Oz, cujas águas redimiram um antigo rei de Oz que era excepcionalmente cruel. Isso aconteceu "muitos séculos atrás" de acordo com Ozma (novamente aludindo à idade avançada de Glinda), e é essa fonte que salva Oz do invasor Rei Nomo e seus aliados na Cidade das Esmeralda de Oz, fazendo-os esquecer suas intenções nefastas. Glinda claramente fez a Fonte em um ponto da história de Oz quando a Terra foi unificada sob um dos membros da Família Real de Oz, embora um rei tirânico neste incidente isolado, e então ela foi capaz de intervir de uma forma que não pôde quando o país foi dividido entre o Mágico e as Bruxas Más do Leste e Oeste, antes da chegada de Dorothy Gale.
O mais intrigante é que em A Cidade das Esmeraldas de Oz, quando o Rei Nomo decidi invadir Oz, um servo, General Guph, lhe diz que o castelo de Glinda, a Boa, está localizado "ao Norte da Cidade das Esmeralda", quando foi estabelecido que Glinda governa o Sul, enquanto outra Bruxa (aquela que acolheu Dorothy em Oz, e foi retroativamente chamada de Tattypoo) reinava no Norte. Guph pode ter confundido seus fatos, já que nenhum dos Gnomos tinha estado em Oz naquela época, mas isso prenuncia a representação de Glinda como a Bruxa Boa do Norte em vez do Sul no filme da MGM de 1939 (que é a versão mais conhecida de Oz até hoje).
O General Guph também diz ao Rei Nomo que Glinda "comanda os espíritos do ar". Como mencionado acima, ele não é um especialista em Oz, mas esta declaração feita por Guph mais uma vez prenuncia uma versão cinematográfica muito posterior de Glinda, na versão cinematográfica do musical da Broadway The Wiz, na qual Glinda (interpretada por Lena Horne) e a original (interpretada por Billie Burke) são responsáveis pelo tornado que traz a casa de Dorothy para Oz e coloca todos os eventos subsequentes em movimento.
De todos os personagens de Oz, de L. Frank Baum, Glinda é a mais enigmática. Apesar de ser intitulada "Glinda, a Boa", ela não é uma caricatura unidimensional cujo único propósito é incorporar e gerar tudo o que é genericamente considerado "bom", como indicado acima.
Ela finalmente se torna uma adulta segura nos livros de Oz, porque ela nunca se distrai ou se deixa levar, e sempre mantém firmeza absoluta de propósito - algo que não pode ser dito para os outros personagens adultos da série, como o Mágico e o Homem Salsicha ou mesmo a Bruxa Boa do Norte. Todos eles ficam aquém da sabedoria e determinação de Glinda.
No último livro de Baum, Glinda de Oz, aprendemos que Glinda reside em um castelo com cem das mulheres mais bonitas de Oz à sua disposição.
Na série de livros Magic Land de Alexander Volkov, a bruxa se chama Stella e aparece muito raramente. No entanto, ela é frequentemente referida pelo autor e pelos personagens e sempre oferece ajuda ou refúgio às pessoas em momentos difíceis. Ela é descrita como uma beleza eternamente jovem de cabelos dourados em um vestido rosa. Ela governa o País Rosa, que é habitado pela tribo dos Chatterboxes. Ela parece ser uma boa amiga dos Macacos Alados desde que os lançou.
No livro A Barnstormer in Oz de Philip José Farmer, Glinda é retratada como jovem e bonita o suficiente para atrair a protagonista, embora o interesse não seja mútuo.

## Filmografia

### The Fairylogue and Radio-Plays(1908)
Em The Fairylogue e Radio-Plays, Glinda foi interpretada por Evelyn Judson. Ela foi interpretada por Olive Cox na versão de 1910 de The Wonderful Wizard of Oz. Neste último, ela aparece em uma cena em que aumenta Totó para torná-lo um protetor melhor para Dorothy.

### The Wizard of Oz(1939)
Na versão de The Wizard of Oz de 1939, Glinda é a Bruxa Boa do Norte interpretada por Billie Burke. Glinda desempenha as funções não apenas de Bruxa Boa do Norte e Bruxa Boa do Sul dos livros, mas também da Rainha dos Ratos do Campo, por ser aquela que dá as boas-vindas a Dorothy em Oz, enviando-a "para ver o Mágico", e orquestra seu resgate do mortal campo de papoulas, além de revelar o segredo para voltar para casa.
Assim como a Tia Em e o Tio Henry, que não têm homólogos de Oz, Glinda não tem um homólogo do Kansas em tom sépia. No entanto, quando apresentada no palco, a atriz que interpreta Tia Em às vezes também interpreta Glinda.

### The Wonderful Land of Oz(1969)
Em The Wonderful Land of Oz, Glinda é interpretada por Hilary Lee Gaess; sua voz cantada foi dublada. É retratada muito mais jovem do que a encarnação de Billie Burke, embora seu vestido rosa seja semelhante. Ela canta dois solos emocionantes intitulados "Try To Touch a Star" e "I've Watched Over You". Nesta última música, ela faz a comovente e astuta observação de que o Espantalho possui não apenas um cérebro, mas também um coração (pelo menos metaforicamente).
Ela é capaz de invocar os poderes de "todas as fadas boas" ao restaurar a Princesa Ozma à sua forma legítima, quase tornando-a igual à Rainha Lurline de L. Frank Baum (enquanto Glinda de Baum é uma feiticeira imponente que não mostra nenhuma associação com magia de fada ou " bruxaria" inescrupulosa, insistindo que a própria bruxa Mombi desencanta Ozma, ao contrário deste filme). Além de desfazer a magia maligna de Mombi, esta encarnação de Glinda também diz à velha bruxa Gillikin que ela "permitiu" que ela praticasse alguns de seus "truques menos horríveis" até agora, sugerindo que todo praticante de magia em Oz é, em última análise, responsável por Glinda, caso eles fossem longe demais.

### Journey Back to Oz(1972)
Em Journey Back to Oz, a sequência não oficial do filme de 1939,
a mezzo-soprano operística Risë Stevens fornece a voz de "Glinda, a Fada Boa", conforme ela é descrita na sequência do título de abertura (no entanto, o Leão Covarde se refere a ela como a Bruxa Boa do Norte mais tarde no filme). No livros de L. Frank Baum, A Princesa Perdida de Oz, o Mágico diz: "Ozma é uma fada, e Glinda também, então nenhum poder pode matá-las ou destruí-las, mas vocês, meninas, são todas mortais. Button-Bright e eu também, então devemos tomar cuidado com nós mesmos". No entanto, o único fato estabelecido por esta afirmação é que Glinda é uma das "pessoas fadas" de Oz (termo de L. Frank Baum para qualquer pessoa nativa de uma terra encantada), em vez de uma fada propriamente dita. Mesmo os cidadãos de Oz que não possuem poderes mágicos são chamados de "pessoas fadas" por Baum em A Cidade das Esmeralda de Oz, o que significa que eles não são mortais como Dorothy e o Mágico que nasceram no mundo exterior.

### Angélica e o Mágico de Oz(1982)
No filme Angélica e o Mágico de Oz de 1982, Glinda, aparece muito jovem e com longos cabelos loiros, dublada por Wendy Thatcher, afirma ser irmã da Bruxa Boa do Norte, apesar de aparentarem ter uma grande diferença de idade (Baum sempre disse que ela é muito mais velha do que parece), e aparece na Cidade das Esmeraldas em  semelhante ao filme da MGM.

### O Mundo Fantástico de Oz(1985)
Glinda aparece em O Mundo Fantástico de Oz. Ela é vista ao fundo na coroação da Princesa Ozma.

### The Wonderful Wizard of Oz(1986)
Na série animada de 1986 do estúdio Panmedia, Glinda é representada como uma feiticeira alta e muito esbelta com longos cabelos azuis. É ela quem se oferece para fazer de Dorothy uma Princesa de Oz nesta série, logo no primeiro encontro, mas Dorothy afirma que deseja retornar ao Kansas.
Em The Land of Oz, de Baum, Glinda afirma categoricamente que não se envolve em "transformações" porque "elas não são reais", mas nesta série, a Bruxa Boa se transforma em uma águia para perseguir Mombi, que tenta voar para longe da Cidade das Esmeralda na forma de um dragão.
Depois de trazer a Princesa Ozma de volta ao trono, Glinda usa sua magia em Mombi e Jinjur para transformá-las, quando a bruxa e a rainha rebelde se recusam a consertar seus hábitos vilões. Tendo assim mudado as naturezas inerentes de Mombi e Jinjur, Glinda garante que eles nunca mais criarão problemas para ninguém.
Glinda confia a Dorothy a tarefa de preparar Ozma para sua cerimônia oficial de coroação, confiante de que a madura Dorothy moldará a jovem e brincalhona Ozma em uma rainha responsável. À medida que a série chega ao fim, Glinda contata telepaticamente e salva Dorothy de cair de uma torre para a morte, após um confronto com o Rei Nomo e seus asseclas.